# Carrera de larga distancia

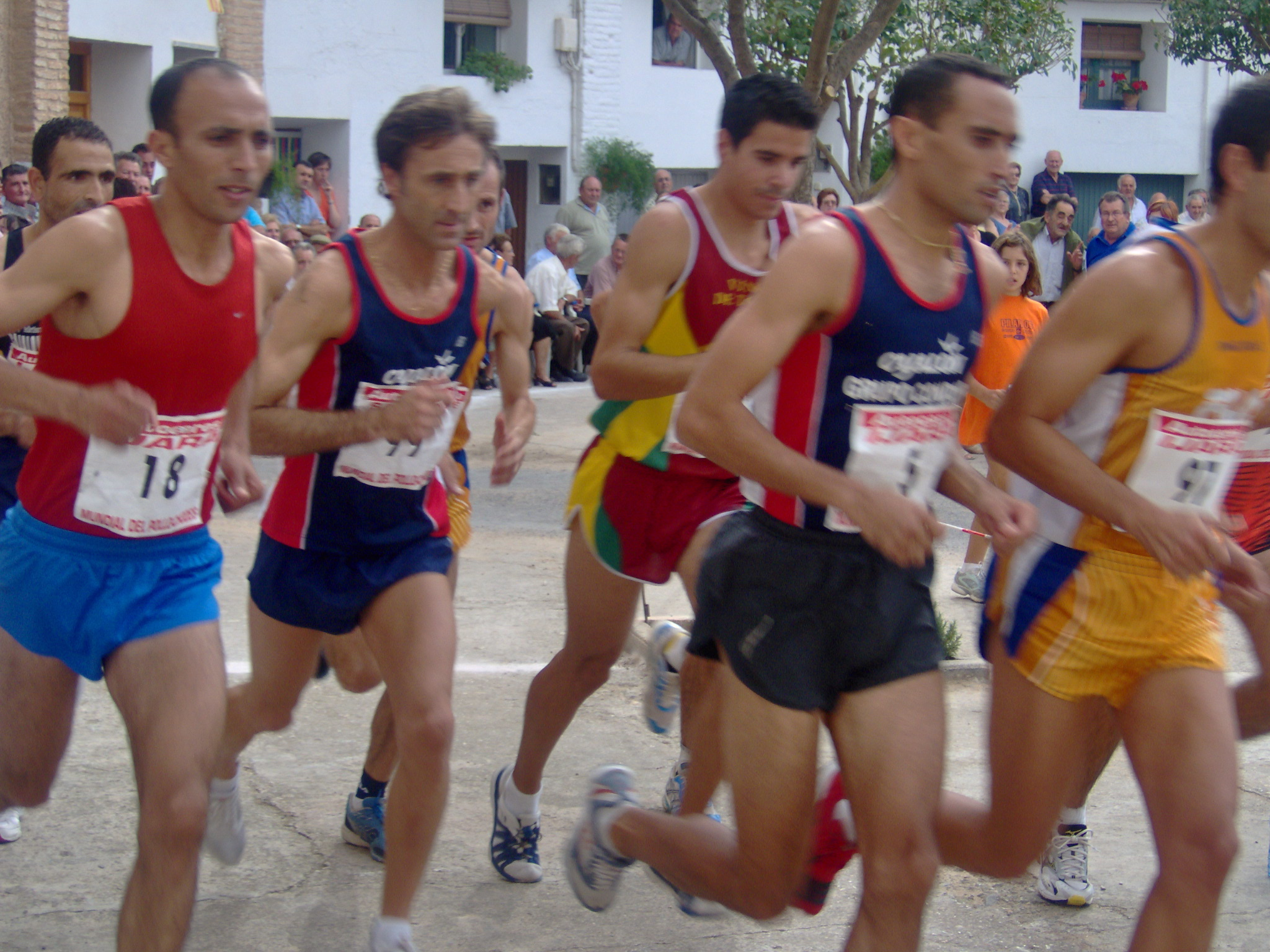
Corredores de la Carrera pedestre de Chodes, Zaragoza.

Las carreras de larga distancia o de fondo son un tipo de prueba de atletismo que incluye a las carreras a pie de mayor distancia: van desde los 5000 m hasta los 42 km que se disputan en la prueba de la maratón. En los Juegos Olímpicos hay solo tres pruebas, los 5000 m, los 10 000 m y la maratón, aunque a nivel popular se corren distancias tan variadas como las dos leguas (unos 12 000 m aprox.), los 15 kilómetros, el medio maratón (21 097 m), o los 30 km. Una carrera a pie cuya duración supera los 42 km se denomina ultramaratón.
También se podría incluir dentro de las carreras de larga distancia a la carrera de la hora, ya que se cubre una distancia comprendida entre los 5000 m y el maratón, pero esta sí que es casi desconocida y se corre raras veces (competiciones de ejércitos o fiestas deportivas universitarias).
Popularmente son las distancias más corridas, dado que necesitan menos condiciones innatas y no requieren un entrenamiento excesivamente duro para cubrirlas. De esta manera, muchas capitales nacionales tienen su propio maratón, siendo el más famoso el de Nueva York con alrededor de 35 000 inscritos.

## Pruebas de fondo
Dentro de la categoría de carreras de fondo se encuentran las siguientes pruebas:
- 5000 metros lisos (carrera olímpica)
- 10000 metros lisos (carrera olímpica)
- Medio maratón
- Maratón (carrera olímpica)
- Ultramaratón

## Atletas conocidos
Entre los atletas masculinos más famosos en el fondo se puede destacar a:
- Paavo Nurmi, "el finlandés volador", que ganó el 1500 y el 5000 en los JJ. OO. de París 1924
- Emil Zátopek, "la locomotora humana", que se impuso en 5000, 10 000 m y Maratón en los JJ. OO. de Helsinki 1952
- Hicham El Guerrouj, ganador de 1500 y 5000, actualmente sigue teniendo en récord del mundo de 1500 en 3:26:00, cuatro veces campeo del mundo de la distancia en  Atenas 1997 Sevilla 1999 Edmonton 2001 París 2003 y en los JJ. OO. de Atenas 2004
- Haile Gebrselassie, que conserva con 2:03:58 el sexto puesto en récord del maratón, y con más de 25 récords que ha hecho en toda su carrera.
- Kenenisa Bekele, doble campeón olímpico en los 10 000 m y uno en los 5000 m y también tiene las plusmarcas mundiales de los 5000 m y 10 000 m.
- Eliud Kipchoge, uno de los mejores corredores de resistencia de todos los tiempos y probablemente el mejor maratoniano. En 2018 estableció el récord mundial de maratón en Berlín, con una marca de 2:01:39.[1] Campeón olímpico en esta disciplina en los Juegos Olímpicos de Río de Janeiro 2016, ha ganado siete competiciones de las World Marathon Majors. Uno de los corredores que mantienen vivo el sueño de bajar de las 2:00:00 en la prueba del maratón.

## Récords mundiales de fondo

### Masculino
- 5000 m - 12:35.36 - Joshua Cheptegei (Mónaco, 14 de agosto de 2020)
- 10 000 m - 26:11:02 - Joshua Cheptegei  (Valencia, 7 de octubre de 2020)
- Maratón - 2:00:35 - Kelvin Kiptum (Chicago, 8 de octubre de 2023)

### Femenino
- 5000 m - 14:06.62 - Letesenbet Gidey (Oslo, 6 de junio de 2020)
- 10 000 m - 29:01:03 - Letesenbet Gidey (Hengelo, 8 de junio de 2021)
- Maratón - 2:11:53 - Tigst Assefa (Berlín, 24 de septiembre de 2023)